# Uhřičice
Uhřičice (deutsch Uhritschitz, 1939–1945 Auhertschitz) ist eine Gemeinde in Tschechien. Sie liegt drei Kilometer nördlich von Kojetín und gehört zum Okres Přerov.

## Geographie
Uhřičice befindet sich einen knappen Kilometer westlich der  Einmündung der Valová in die March im Hornomoravský úval (Obermährische Senke). In Uhřičice entspringt der Bach Strž. Östlich des Dorfes verläuft der Graben Boleloucký mlýnský náhon. Durch Uhřičice führt die Staatsstraße II/437 zwischen Prostějov und Kroměříž. Am westlichen Ortsrand verläuft die Eisenbahnstrecke zwischen Kroměříž und Tovačov, auf der in dem Abschnitt Kojetín – Tovačov der Personenverkehr eingestellt wurde. Gegen Osten erstrecken sich jenseits der March das Waldgebiet des Singulární les und Horní les.
Nachbarorte sind Lobodice und Chrbov im Norden, Troubky und Zábečvisko im Nordosten, Záříčí und Kyselovice im Osten, Chropyně, Plešovec und Bezměrov im Südosten, Kojetín und Křenovice im Süden, Měrovice nad Hanou und Hruška im Südwesten, Tvorovice im Westen sowie Obědkovice und Polkovice im Nordwesten.

## Geschichte
Die erste schriftliche Erwähnung des Dorfes Ugricich erfolgte 1131 im Güterverzeichnis des Bistums Olmütz. Einer Legende nach soll der Ort von einem mährischen Fürsten nach einem Feldzug gegen die Ungarn gegründet worden sein. 1174 überließ Herzog Udalrich II. auch den landesherrlichen Anteil von Ugricio der Olmützer Kirche, die damit zum alleinigen Besitzer des Dorfes wurde. Im Jahre 1178 wurde das Dorf als Uhriczicz bezeichnet. Seit 1277 ist eine Mühle nachweisbar. Weitere Namensformen waren Huhrziczicz (1358), Aurczicz, Aurzicz (1370) und Uhrzyczicz (1390). Im Jahre 1450 wurde eine Schule erwähnt, die jedoch nicht durchgängig existierte. Nachdem der Ort während des Böhmisch-Ungarischen Krieges wüst gefallen war, wurde Uhřičsko im Jahre 1480 wieder besiedelt. Uherčice u Kojetína bestand 1515 aus 45 Anwesen und einer Schule. 1540 wurde das Dorf als Uherčice, 1580 als Uhržicžic, 1600 als Uhrzicze, 1676 als Uherčice, ab 1718 als Uhrziczitz, Uhřitschitz, Uhrschitschitz, Uhritschitz und Uhriczitz, 1771 als Uhrzititium, 1793 als Uhržitšicze und 1863 als Uhřičicium bezeichnet. Das älteste Ortssiegel stammt aus dem 16. Jahrhundert; es zeigte ein Sech mit Furche und trug die Inschrift Obec Uhřičice. Ab 1643 bestand in dem Ort ständig eine Schule. Die Matriken werden seit 1715 in Kojetín geführt. Im Jahre 1767 bestand das Dorf aus 40 Bauern, 19 Chalupnern, 5 Häuslern, einem Müller und einem Schankwirt. 1793 wurde eine dem hl. Ernst geweihte Dorfglocke angeschafft, sie zersprang 1861 bei einem Brand. 1819 brannte das gesamte Dorf nieder.  Im Jahre 1830 lebten in den 73 Häusern von Uhřičice 613 Personen.
Nach der Aufhebung der Patrimonialherrschaften bildete Uhřičice/Uhrziczitz ab 1850 eine Gemeinde in der Bezirkshauptmannschaft Kremsier. Im Jahre 1855 wurde die Gemeinde dem Bezirk Kojetín und 1868 wieder dem Bezirk Kremsier zugeordnet. Nachdem die große Dorfglocke 1861 bei einem Feuer zersprungen war, beschaffte sich die Gemeinde zwei kleinere Glocken – Josef und Maria. Beim Marchhochwasser von 1875 retteten die Bewohner des Dorfes 21 Zigeuner vor dem Ertrinken. Seit 1877 gehört das Dorf zum Okres Přerov. 1895 entstand die Eisenbahnstrecke nach Tovačov als Anschlussbahn für die dortige Zuckerfabrik. Im Jahre 1910 lebten in den 116 Häusern von Uhřičice 749 Menschen. Nach der Regulierung der March wurde das Dorf im Jahre 1911 erneut von einem Hochwasser teilweise überflutet. Im Jahre 1917 wurde die Glocke Josef als Kriegsmetall requiriert, die kleinere Glocke Maria wurde der Gemeinde gegen ein Schmiergeld belassen. Sie wurde im Zweiten Weltkrieg beschlagnahmt, konnte aber 1946 in Hamburg wieder aufgefunden werden. Da sich die Gemeinde inzwischen zwei minderwertige neue Glocken beschafft hatte, wurde die Maria der Kirche in Polkovice überlassen. In den letzten Tagen des Zweiten Weltkrieges war die Eisenbahnbrücke über die Valová zwischen Partisanen und der Wehrmacht heftig umkämpft; dabei starb am 7. Mai 1945 der Partisan Franz Körner durch ein Dumdumgeschoss. Im Jahre 1949 wurde die Gemeinde dem Okres Kojetín zugeordnet, nach dessen Aufhebung kam sie 1960 zum Okres Přerov zurück. Uhřičice wurde 1976 als Stadtteil Kojetín VII-Uhřičice nach Kojetín eingemeindet. Seit 1990 bildet Uhřičice wieder eine eigene Gemeinde. Beim Marchhochwasser von 1997 stand das Dorf zum Teil unter Wasser. Uhřičice führt seit 1995 ein Wappen und Banner. 1998 kam die Glocke Maria aus Polkovice zurück und wurde wieder im Turm des Rathauses aufgehängt. Im Jahre 2000 bestand der Ort aus 210 Häusern und hatte 608 Einwohner. Ethnographisch gehört die Gemeinde zur Hanna. Die Einheimischen nennen das Dorf Uhřečice.

## Gemeindegliederung
Für die Gemeinde Uhřičice sind keine Ortsteile ausgewiesen.

## Sehenswürdigkeiten
- Barocke Statue des hl. Florian auf dem Dorfanger, das auf einem mächtigen und kunstvoll verzierten Sockel stehende Kunstwerk wurde 1742 vom Bildhauer Georg Anton Heintz geschaffen
- Barocker Bildstock mit Darstellungen des hl. Florian und der Taufe Jesu, an der Straße nach Kojetín
- Technisches Denkmal Sifon, 500 m nordöstlich des Dorfes. Der 1908 vom Bauunternehmen Pittel+Brausewetter fertiggestellte Betontunnel leitet den Graben Boleloucký mlýnský náhon unter dem Fluss Valová hindurch.
- Comenius-Büste an der Schule, sie wurde vom Bildhauer Jaroslav Úprka geschaffen
- Mehrere Kreuze aus der Zeit zwischen 1797 und 1908

## Söhne und Töchter der Gemeinde
- František Jášek (1797–1849), Administrator der Güter des Domkapitels Olmütz und Kanoniker in Kremsier
- Amálie Vrbová (1864–1936), Schriftstellerin, sie schrieb unter dem Pseudonym Jiří Sumín.